# Saulius Sondeckis
Saulius Sondeckis (ur. 11 października 1928 w Szawlach, zm. 3 lutego 2016) – litewski dyrygent.

## Życiorys
Ukończył studia w Konserwatorium Państwowym w Wilnie (1952). W latach 1952–1959 pracował jako nauczyciel w wileńskiej Szkole Muzycznej im. Tallat-Kelpšy. Od 1955 roku prowadził także klasę skrzypiec w Szkole Sztuk Pięknych im. Čiurlionisa. W latach 1957–1960 kontynuował studia dyrygenckie w Moskwie. Od 1960 roku dyrygował założoną przez siebie Litewską Orkiestrą Kameralną. Od 1957 roku wykładał w Konserwatorium Państwowym w Wilnie, od 1977 roku na stanowisku profesora.
Koncertował m.in. w Warszawie, Berlinie, Helsinkach, Lipsku i Moskwie. W 1976 roku zdobył I nagrodę w konkursie dyrygenckim im. Herberta von Karajana w Berlinie. W 1971 roku otrzymał Nagrodę Republikańską Litewskiej SRR.
Został pochowany na wileńskim cmentarzu na Antokolu.

## Odznaczenia
- 1994 – Krzyż Kawalerski Orderu Wielkiego Księcia Giedymina (Litwa)[5]
- 1997 – Krzyż Wielki Orderu Wielkiego Księcia Giedymina (Litwa)[5]
- 1999 – Krzyż Kawalerski Orderu Zasługi Rzeczypospolitej Polskiej (Polska)[6]
- 2002 – Medal Pamiątkowy 13 Stycznia (Litwa)[5]
- 2002 – Order Krzyża Ziemi Maryjnej IV Klasy (Estonia)[7]
- 2003 – Odznaka Honorowa za Naukę i Sztukę I Klasy (Austria)[8]
- 2009 – Order Honoru (Federacja Rosyjska)[9]